# Neuville-Day

Neuville-Day este o comună în departamentul Ardennes din nordul Franței. În 1 ianuarie 2022 avea o populație de 170 de locuitori.